# Páros szabad program szinkronúszás a 2016-os úszó-Európa-bajnokságon
A 2016-os úszó-Európa-bajnokságon a szinkronúszás páros szabad programjának selejtezőjét május 10-én délelőtt, a döntőjét pedig másnap, május 11-én délután rendezték a London Aquatics Centreben.

## Versenynaptár
Az időpontok helyi idő szerint olvashatóak (GMT +00:00).
| Dátum                   | Időpont | Forduló   |
| ----------------------- | ------- | --------- |
| 2016. május 10., kedd   | 9:00    | Selejtező |
| 2016. május 11., szerda | 16:30   | Döntő     |

## Eredmény
Zölddel kiemelve a döntőbe jutottak
| #  | Versenyző                                         | Ország                   | Selejtező | Selejtező | Döntő   | Döntő   |
| #  | Versenyző                                         | Ország                   | Pontok    | Rangsor   | Pontok  | Rangsor |
| -- | ------------------------------------------------- | ------------------------ | --------- | --------- | ------- | ------- |
|    | Natalja Iscsenko Szvetlana Romasina               | Oroszország (RUS)        | 96,4667   | 1         | 96,9000 | 1       |
|    | Lolita Ananaszova Anna Volosina                   | Ukrajna (UKR)            | 92,2000   | 2         | 93,3333 | 2       |
|    | Linda Cerruti Costanza Ferro                      | Olaszország (ITA)        | 90,5333   | 3         | 91,2667 | 3       |
| 4  | Laura Augé Margaux Chrétien                       | Franciaország (FRA)      | 85,6667   | 4         | 86,2000 | 4       |
| 5  | Eirini-Marina Alexandri Anna-Maria Alexandri      | Ausztria (AUT)           | 85,4333   | 5         | 85,9000 | 5       |
| 6  | Sascia Kraus Sophie Giger                         | Svájc (SUI)              | 83,0333   | 6         | 84,2667 | 6       |
| 7  | Soňa Bernardová Alžběta Dufková                   | Csehország (CZE)         | 81,9667   | 7         | 82,1333 | 7       |
| 8  | Olivia Federici Katie Clark                       | Egyesült Királyság (GBR) | 79,7333   | 9         | 81,4333 | 8       |
| 9  | Anastasia Gloushkov Leventhal Ievgeniia Tetelbaum | Izrael (ISR)             | 80,6667   | 8         | 80,8667 | 9       |
| 10 | Defne Bakırcı Mısra Gündeş                        | Törökország (TUR)        | 76,5333   | 10        | 77,2333 | 10      |
| 11 | Mia Šestan Rebecca Domika                         | Horvátország (CRO)       | 73,8667   | 12        | 75,8000 | 11      |
| 12 | Wiebke Jeske Inken Jeske                          | Németország (GER)        | 74,8667   | 11        | 74,9333 | 12      |
|    |                                                   |                          |           |           |         |         |
| 13 | Hristina Damyanova Zlatina Dimitrova              | Bulgária (BUL)           | 71,8667   | 13        |         |         |
| 14 | Nevena Dimitrijević Jana Pudar                    | Szerbia (SRB)            | 70,0667   | 14        |         |         |
| 15 | Cheila Vieira Maria Beatriz Gonçalves             | Portugália (POR)         | 69,0667   | 15        |         |         |